# Grigorij Charczenko (polityk)
Grigorij Pietrowicz Charczenko (ros. Григорий Петрович Харченко, ur. 1 czerwca 1936 w Mironówce) – radziecki działacz partyjny narodowości ukraińskiej.
W 1959 ukończył Moskiewski Instytut Inżynierów Transportu Kolejowego, od 1960 był funkcjonariuszem Komsomołu, 1962 został członkiem KPZR. Od 1974 sekretarz, a od 1976 do maja 1986 II sekretarz Komitetu Obwodowego KPU w Zaporożu, w latach 1986–1987 inspektor KC KPZR, 1987–1988 zastępca kierownika Wydziału Pracy Organizacyjno-Partyjnej KC KPZR. Od 22 października 1988 do 5 października 1990 I sekretarz Komitetu obwodowego KPU w Zaporożu, od kwietnia do października 1990 przewodniczący Zaporoskiej Rady Obwodowej, w latach 1990–1991 II sekretarz KC KPU i członek KC KPZR. Deputowany ludowy ZSRR.